# Joachim von Volkmar
Joachim von Volkmar auch Joachim von Volkmann († 3. Mai 1662) war ein schwedischer General.

## Leben
Joachim stammte aus einem neumärkisch-pommerschen Adelsgeschlecht. Seine Großeltern waren Joachim von Volkmann, der während des Achtzigjährigen Krieges aus Flandern nach Pommern kam, und Katharina von Grabow. Sein Vater Hans von Volkmann war fürstlich pommerscher Geheimer Rat in Wolgast.
Joachim war Erbherr auf Grandhof (Granow), Repzin und Rienow. Er trat in schwedische Dienste und nahm als Oberstleutnant (1642), dann als Oberst (1644) an den Kämpfen des Dreißigjährigen Krieges teil. Nachdem er zum Generalmajor avanciert war, ernannte ihn der König zum Kommandanten von Wismar und schließlich zum Gouverneur der bereits 1648 an Schweden gekommenen Herzogtümer Bremen und Verden.

## Familie
Aus seiner 1644 geschlossenen Ehe mit Elisabeth Ernestine von Budde sind 5 Töchter und ein Sohn bekannt:
- Hedwig Juliana, ⚭ Christian Henning von Blanckensee († 1693), vor Belgrad gefallener brandenburgischer Oberst, Erbherr auf Reichenbach[5] Eltern von Ernst Alexander von Blanckensee (1684–1745)
- NN, ⚭ Anton von Blanckensee, Erbherr auf Steinberg und Nantikow Eltern von Busso Christian von Blanckensee (1695–1765)
- NN, ⚭ Busso Ernst von Blanckensee, Erbherr auf Schlagentin, Landrat des Kreises Arnswalde[6]
- Christina Elisabeth, ⚭ 1669 Joachim Volrath von Lepel
- Anna Sophie Elisabeth († 1705), ⚭ 1672 Ernst Bogislaw von Bonin (1623–1684), brandenburgischer Oberstleutnant, Landrat und Erbherr auf Repzin[3]
- Hans Ernst († 1671), Münsterscher Oberstwachtmeister[2]